# Alex Moscovitch
Pour les articles homonymes, voir Moscovitch.
Alex Moscovitch (Алекс Москович ; 25 novembre 1911 à Kiev - 17 février 1998 à Paris) est un homme politique français, qui rejoint les Forces Françaises Libres, et devient de 1947 à 1966, conseiller municipal de Paris. Il est maire adjoint de Paris de 1965 à 1977. Il est conseiller de Gorbatchev de 1989 à 1991.

## Éléments biographiques
Après la Révolution russe, la famille Moscovitch s'installe en France. En 1931, les parents d'Alex Moscovitch retournent à Kiev, où son père est exécuté en 1935. Alex Moscovitch qui fait alors son service militaire dans l'armée française reste en France.

### La Résistance
Alex Moscovitch rejoint dès le 3 juillet 1940 les Forces Françaises Libres, puis participe aux campagnes d'Afrique, de France et d'Allemagne.

### Conseiller municipal de Paris
De 1947 à 1966, Alex Moscovitch est conseiller municipal de Paris.

### La guerre d'Algérie
Durant le débat au conseil municipal de Paris, sur le Massacre du 17 octobre 1961,  Alex Moscovitch fait une remarque qui lui sera reprochée. Anne Chemin dans Le Monde, du 17 octobre 2011, 
écrit: "Le 27 octobre 1961, Claude Bourdet, directeur du magazine France Observateur demande -en vain - une commission d'enquête du conseil municipal de Paris. "Ce qu'il nous faut, c'est très simple et très clair: l'autorisation et suffisamment de bateaux (pour y mettre les Algériens), répond le conseiller Alex Moscovitch. Le problème qui consisterait à faire couler ces bateaux ne relève pas, hélas, du conseil municipal de Paris."